# Duke Nukem 3D: Reloaded
Duke Nukem 3D: Reloaded (раніше відома як Duke Nukem Next-Gen) — офіційно санкціонований фанатський проєкт у розробці, що планується як римейк гри Duke Nukem 3D в новому графічному оформленні та з новими можливостями.

## Історія проєкту
Восени 2010 року Фредерік Шрайбер почав планувати розробку рімейку Duke Nukem 3D. Він створив тестовий рівень і зробив кілька скриншотів, які він потім виклав на форумі компанії Gearbox — розробника довгоочікуваної гри Duke Nukem Forever, та власника прав на франчайз Duke Nukem. Звідти вони стали відомими на інших ігрових ресурсах та викликали ажіотаж в ігровій інтернет-спільноті.
Для того щоб отримати дозвіл на розробку проєкту, Фредерік звернувся до Gearbox Software. Там йому порадили зв'язатися з Джорджем Бруссардом та Френком Міллером з компанії 3D Realms. Скриншоти з гри певною мірою переконали Міллера в серйозності проєкту, але він зазначив, що дозвіл ще повинно дати видавництво Take Two. Шрайбер знову зв'язався з Gearbox, сподіваючись, що у них тепліші стосунки з Take Two ніж у 3D Realms. Йому вдалося зв'язатися з Піджеєм Путнамом (PJ Putnam), віце-президентом та головним радником компанії Gearbox. Той був зацікавлений у допомозі проєкту, і скоро Фред отримав «персональну некомерційну ліцензію» на використання франчайзу.
Після того як він отримав юридичний дозвіл, Шрайбер зробив офіційну заяву 13 жовтня 2010 року про початок роботи над проєктом, який отримав назву Duke Nukem Next-Gen. Він також розповів, що вже організував невелику команду й що вони використовуватимуть рушій Unreal Engine 3. Гра не потребуватиме іншої гри для роботи.
Четвертого листопада того самого року проєкт було офіційно перейменовано в Duke Nukem 3D: Reloaded. Наразі дата виходу проєкту невідома, але Фред пообіцяв активну участь спільноти в тестуванні гри та випуск мультиплеєрної демо-версії.
24 вересня 2011 року на головній сторінці офіційного сайту з'явилося повідомлення від команди розробників, які повідомили про тимчасову зупинку роботи над проєктом, з надією продовжити її в майбутньому. Проєкт все ще має персональну некомерційну ліцензію на використання франчайзу Duke Nukem.